# Інститут прикладної інформатики
Інститут прикладної інформатики Київської міської державної адміністрації (ІПрІн) — колишня організація, яка спеціалізувалася в області створення прикладного програмного забезпечення, наукового консультування та інформаційного обслуговування.

## Діяльність
Інститут:
- створював програмні продукти для подання інформації, реклами і презентацій на компакт-дисках і в Інтернеті,
- проводив дослідження та розробки,
- проводила системну інтеграцію та управлінське консультування в сфері інформатизації.

Інститутом прикладної інформатики (ІПрІн) спільно з Українським інститутом науково-технічної та економічної інформації (УкрІНТЕІ) та Головним відділом стандартизації Технічного центру НАН України розроблено і внесено Державний стандарт України «Документація. Звіти у сфері науки і техніки. Структура і правила оформлення» (ДСТУ 3008-95) гармонізований з міжнародним стандартом ISO 5966:1982 «Documentation-Presentation of scientific and technical reports».